# Джон Глен
Джон Хършъл Глен (на английски: John Herschel Glenn) е американски астронавт. Той е първият американец, излязъл в орбита около Земята. След пенсионирането си от НАСА става сенатор. През 1998 г. става най-възрастният човек, летял в космоса.

## Биография
Глен е роден на 18 юли 1921 година в Кеймбридж, Охайо, САЩ. Завършил средното си образование, след това Маскинум-Колидж; където получил степен бакалавър. През 1942 г. Джон Глен преминал обучение като пилот от морската авиация и през 1943 г. започва военна служба в морската пехота. По време на Втората световна война Джон Глен е направил 59 бойни полета, летял на F4U Corsair (F4U „Корсар“) над Маршаловите острови. След войната продължава да служи като летец на о. Гуам. Участва в Корейската война – летял в състава на ескадрила на морската пехота с F9F Panther (F9F „Пантера“) и в състава на ВВС на САЩ с F-86 Sabre (F-86 „Сейбър“) – с три въздушни победи.
След Корейската война Джон Глен завършва Школа за летци-изпитатели и от 1956 до 1959 г. служи като такъв. По това време Глен завършва Университета Мериленд.
Умира на 8 декември 2016 г. в Кълъмбъс, Охайо, САЩ.

## Астронавт
През април 1959 г. Джон Гленн е зачислен в първата група американски астронавти, които започнали подготовка за космически полети по програмата „Меркурий“.

## „Меркурий“
Джон Глен е дубльор на Алън Шепърд, който на 5 май 1961 г. осъществява суборбитален космически полет, и Върджил Грисъм, който също осъществява суборбитален космически полет 21 юли 1961 г.
Джон Глен става първият американски астронавт, извършил орбитален космически полет. На 20 февруари 1962 г. Глен на „Мъркюри 6“ три пъти обикаля земното кълбо. Продължителността на полета е 4 часа 55 мин.

## Спейс Шатъл
Втория си полет Глен извършва в качеството на специалист по полезния товар на космическия кораб „Дискавъри“ (STS-95) 29 октомври – 7 ноември 1998 г. Мисията на „Дискавъри“ продължава 213 часа 44 мин. Към времето на втория космически полет Джон Глен е навършил 77 години. Той е най-възрастният човек в света, извършил космически полет.

## Сенатор
През 1964 г. Джон Глен напуска отряда на астронавтите и от 1965 до 1974 г. се занимава с бизнес. От ноември 1974 г. Джон Глен е избран в сената на САЩ от щата Охайо и остава сенатор до януари 1999 г. През 1983 г. Джон Глен е издигнат за кандидат-президент на САЩ за (изборите през 1984 г.).

## Достижения
| Космически полети на Джон Глен             | Космически полети на Джон Глен | Космически полети на Джон Глен | Космически полети на Джон Глен | Космически полети на Джон Глен |
| №                                          | Дата                           | КК                             | Функции                        | Продължителност                |
| ------------------------------------------ | ------------------------------ | ------------------------------ | ------------------------------ | ------------------------------ |
| 1                                          | 20 февруари 1962               | „Мъркюри 6“                    | Пилот                          | 4 часа 55 мин.                 |
| 2                                          | 29 октомври 1998               | „Дискавъри“ STS-95             | Специалист по полезния товар   | 213 часа 44 мин.               |
| Сумарно време в космоса – 218 часа 39 мин. |                                |                                |                                |                                |

- Първи орбитален полет на астронавт от САЩ
- Най-възрастният астронавт.

## Награди
На 1 октомври 1978 г., Джон Глен е награден от Конгреса на САЩ с Космически медал на честта – най-високото гражданско отличие за изключителни заслуги в областта на аерокосмическите изследвания.